# Kōhei Yoshioka
Kōhei Yoshioka (japanisch 吉岡 航平 Yoshioka Kōhei; * 22. April 1985 in Setagaya) ist ein ehemaliger japanischer Fußballspieler.

## Karriere
Yoshioka lernte das Fußballspielen in der Schulmannschaft der Mito Junior College High School und der Universitätsmannschaft der Takushoku-Universität. Seinen ersten Vertrag unterschrieb er 2008 bei SC Sagamihara. 2013 wechselte er zu Grulla Morioka. Am Ende der Saison 2013 stieg der Verein in die J3 League auf. Im Juli 2015 wechselte er zum Ligakonkurrenten Fujieda MYFC. Ende 2015 beendete er seine Karriere als Fußballspieler.